# Ruda (gmina Skrwilno)
Ruda – wieś w Polsce położona w województwie kujawsko-pomorskim, w powiecie rypińskim, w gminie Skrwilno.

## Podział administracyjny
W latach 1975–1998 miejscowość należała administracyjnie do województwa włocławskiego.

## Demografia
Według Narodowego Spisu Powszechnego (III 2011 r.) liczyła 277 mieszkańców. Jest szóstą co do wielkości miejscowością gminy Skrwilno.